# Narcissus viridiflorus
Narcissus viridiflorus es troba dins de la Secció botànica Serotini Parl junt amb les espècies N. serotinus, N. obsoletus i N. elegans segons Flora Iberica, encara que antigament se la va classificar dins el grup Jonquillae DC. ap. Red. Les fulles són de secció semicircular i la corona és molt curta. Els narcissos són plantes herbàcies bulboses; en aquesta espècie el bulb subglobós presenta túniques externes de color marró fosc. Les fulles linears, de marge llis i de secció semicircular cobertes a la base per beines que venen del bulb per prolongació de les túniques externes. Les flors són solitàries de color blanc.

## Descripció
És una planta herbàcia glabra d'uns 17-47 cm d'alçada. El bulb és subglobós amb túniques membranoses d'un color castany fosc que es perllonga en una beina d'uns 24-102 mm. El peduncle florífer és llarg i sense fulles. L'escap, és de secció estretament el·líptica, és estriat i fistulós.
A vegades no presenta fulles, la seva característica interessant és que presenta una extrema reducció a la mínima expressió de totes les seves parts florals i la introducció del pigment clorofíl·lic verdós fins als pètals els quals actuen alhora com a fulles també.
Té unes petites i primes flors d'un verd ratllat amb una corona segmentada molt petita o reduïda; però deliciosament perfumada, la qual posseeix el 100% de la fragància jonquilla.

### Fulles
Són linears, de marge llis, de secció estretament el·líptica, amb dues quilles poc marcades en la cara dorsal, cobertes per la prolongació de les túniques externes del bulb.

### Flors
- L'espata és membranosa, lanceolada, embeinadora a la base i d'un color castany clar.
- Les flors són pedicelades, el tub del periant es va eixamplant gradualment cap a l'àpex. Els tèpals són de color verd i subiguals.
- Floreix de l'octubre al novembre[2]
- L'ovari és verdós.

## Distribució i hàbitat
Narcissus viridiflorus pot trobar-se en zones de dunes fixes, en clarianes de suredes, pinedes i bruguerals. Pot arribar a una altitud d'uns 250 m sobre el nivell del mar i distribuir-se pel sud-oest d'Europa i nord-oest d'Àfrica (nord del Marroc). A la península Ibèrica es troba a les serres del sud de Cadis: la Línia de la Concepción, San Roque y Los Barrios.

## Observacions
És una espècie singular dins del seu gènere per la seva corona vestigial i el seu tub molt curt.

## Taxonomia
Narcissus viridiflorus va ser descrita pel botànic, algòleg i explorador danès, Peder Kofod Anker Schousboe i publicat a Iagttagelser over Vextriget i Marokko… 157, a l'any 1800.
Citologia
Nombre de cromosomes de Narcissus viridiflorus (Fam. amaril·lidàcies) i tàxons infraespecífics: 2n=28
Etimologia
Narcissus nom genèric que fa referència del jove narcisista de la mitologia grega Νάρκισσος (Narkissos) fill del déu riu Cefís i de la nimfa Liríope; que es distingia per la seva bellesa.
El nom deriva de la paraula grega: ναρκὰο, narkào (= narcòtic) i es refereix a l'olor penetrant i embriagant de les flors d'algunes espècies (alguns sostenen que la paraula deriva de la paraula persa نرگس i que es pronuncia Nargis, que indica que aquesta planta és embriagadora).
viridiflorus: epítet llatí que significa "amb flors verdes".
Sinonímia
- Chloraster fissus Haw.
- Chloraster integer Haw.
- Chloraster viridiflorus (Schousb.) M.Roem.
- Hermione viridiflora (Schousb.) Haw.
- Jonquilla viridiflora (Schousb.) Raf.
- Narcissus integer (Haw.) Spach
- Prasiteles viridiflorus (Schousb.) Salisb.[6]